# Sundamys infraluteus
Espèce
Statut de conservation UICN

 LC  : Préoccupation mineure
Sundamys infraluteus est une espèce de rongeur de la famille des Muridae, du genre Sundamys.

## Taxonomie
L'espèce est décrite pour la première fois par le mammalogiste britannique Oldfield Thomas en 1888.

## Distribution et habitat

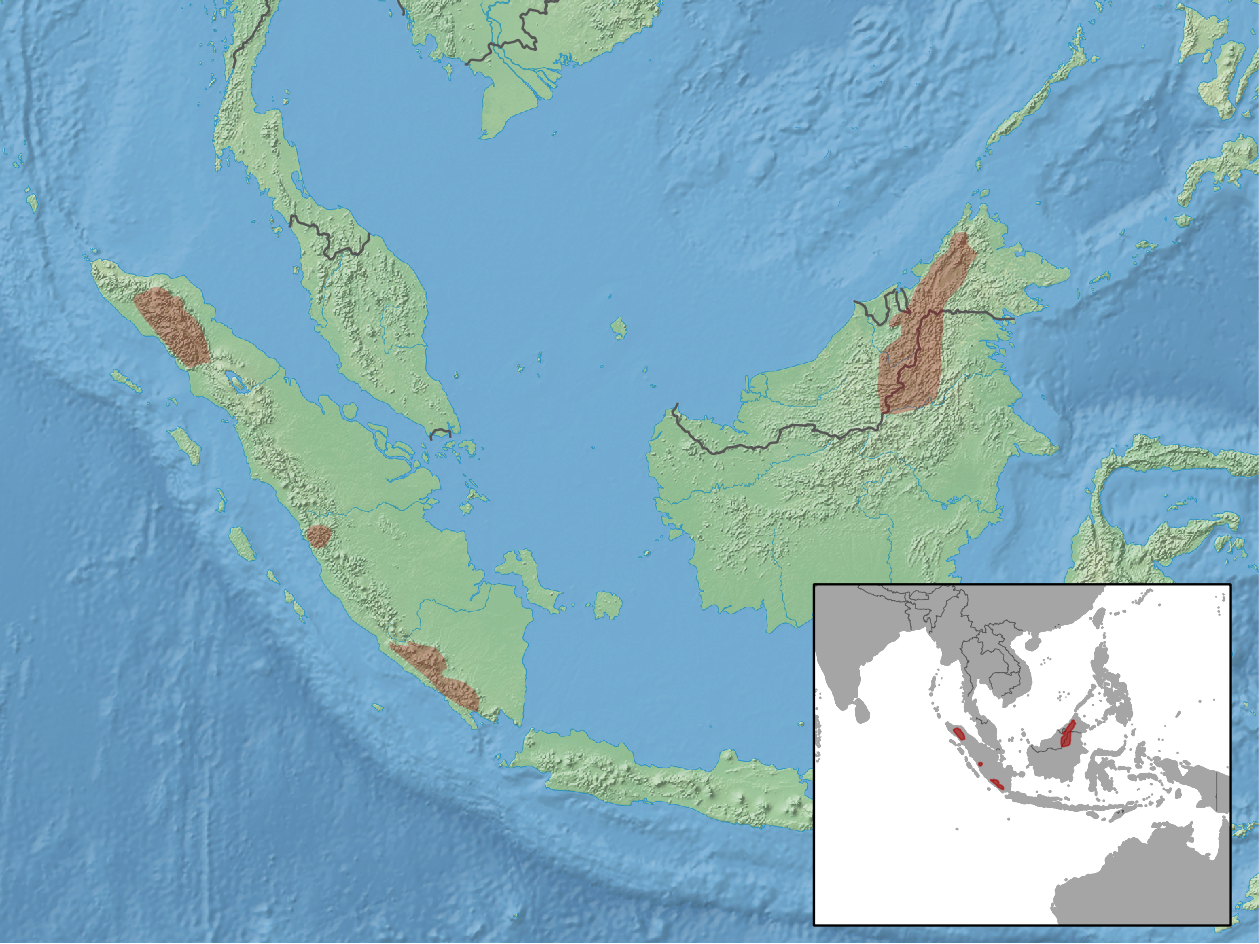
Répartition de l'espèce.

L'espèce est présente à Sumatra et Bornéo en Indonésie, Malaisie et probablement à Brunei.

## Menaces
L'Union internationale pour la conservation de la nature la distingue comme espèce de
 « Préoccupation mineure » (LC) sur sa liste rouge.